# Stefan König (Schriftsteller)

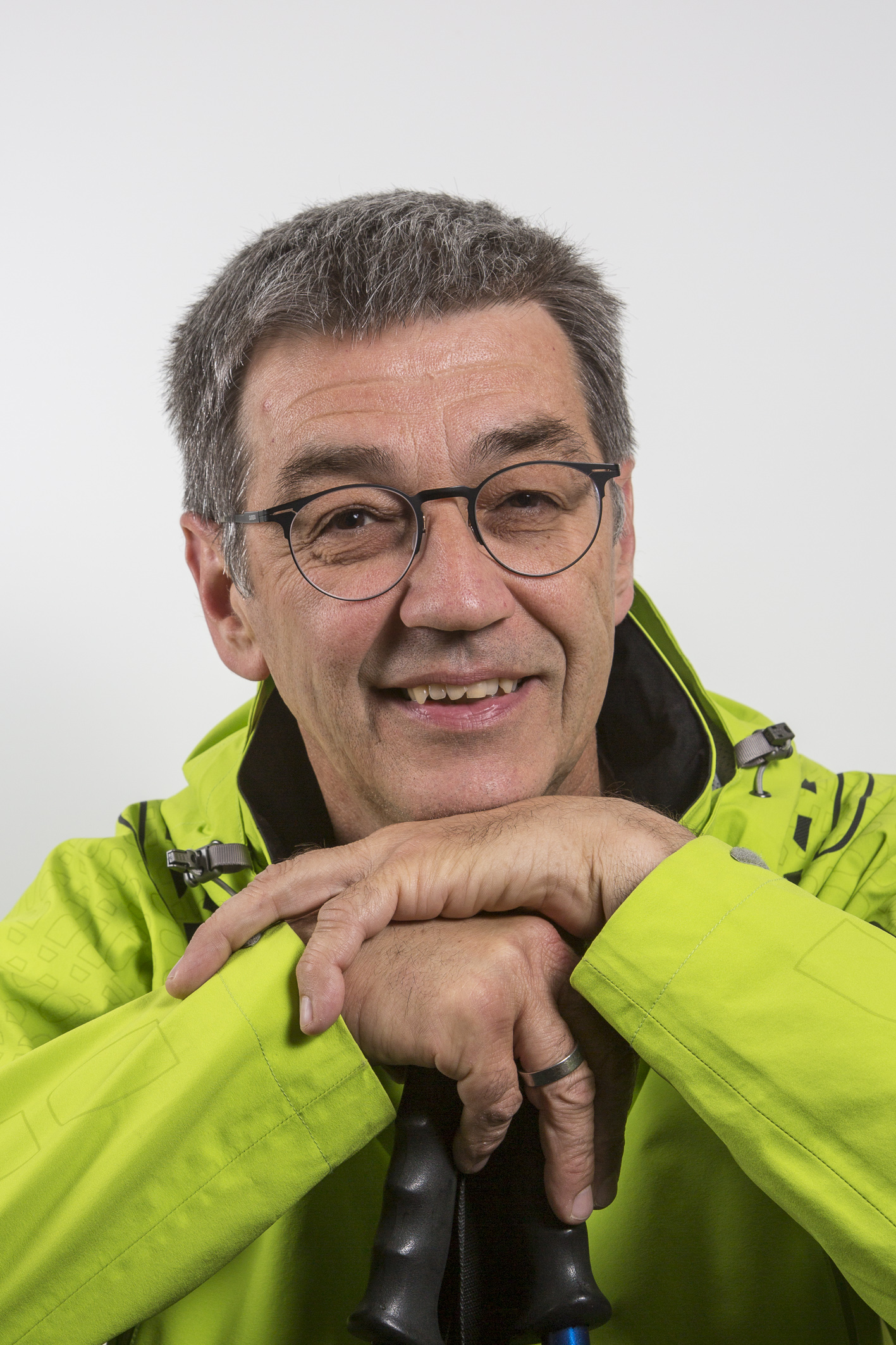
Stefan König (2017)

Stefan König (* 2. Mai 1959 in München) ist ein deutscher Autor.

## Leben
Stefan König gilt international als Bergexperte.
1987/88 war er Redakteur, dann Chefredakteur der Zeitschrift „Bergwelt“. Anfang der neunziger Jahre begann er, sich Sachbuch-Projekten zu widmen. Für „Sternstunden des Alpinismus“ – 15 Erzählungen, die auf Fakten basieren, dann aber ins Fiktionale abschweifen – bekam er 1992 den Literaturpreis des Deutschen Alpenvereins zugesprochen.
König war 1995 Mitbegründer des Filmfest St. Anton, das er bis 2012 leitete, und er realisierte Filme für Arte und RAI Bozen.
Seit 2006 widmet er sich hauptsächlich der Belletristik in Form von Kriminalromanen zu alpinen Themen. Daneben erschienen zahlreiche Sachbücher, zuletzt die große Bergmonografie "Zugspitze – Berg der Kontraste".
Er lebt in Penzberg (Oberbayern).

## Werke

### Romane
- Stumme Rache: Tobs Thanners zweiter Fall. Bergverlag Rother, Oberhaching 2014, ISBN 978-3-76337-065-8
- Abgrund: Tobs Thanners erster Fall. Bergverlag Rother, Oberhaching 2012, ISBN 978-3-76337-041-2
- Gletscherkalt Emons, Köln 2012, ISBN 978-3-89705-967-2
- Kalter Fels Emons, Köln 2010, ISBN 978-3-89705-764-7.
- Schattenwand Emons, Köln 2009, ISBN 978-3-89705-619-0.
- Auf dem hohen Berg Berg & Tal, München 2008, ISBN 978-3-93949-915-2.
- Nanga-Notizen AS-Verlag, Zürich 2006, ISBN 978-3-90911-131-2.

### Sachbücher
- Zugspitze – Berg der Kontraste, AS, Zürich 2020, ISBN 978-3-03913-015-3
- Alpingeschichte(n) – Von den Anfängen bis auf den Mount Everest, AS, Zürich 2015, ISBN 978-3-906055-39-8
- Die Alpenwanderer des 19. Jahrhunderts Tyrolia, Innsbruck 2009, ISBN 978-3-70222-986-3.
- Das Kaltenberger Ritterturnier Langen/Müller, München 2004, ISBN 978-3-78442-954-0.
- Karl Schranz: Mein Olympiasieg Herbig, München 2002, ISBN 978-3-77662-308-6.
- Bera Luis – Das Phänomen Luis Trenker J. Berg, München 1992. Neuausgabe: Berg & Tal, München 2007, ISBN 978-3-93949-902-2.
- Sternstunden des Alpinismus Bruckmann, München 1991, ISBN 978-3-76542-348-2.
- Der Ammersee Stöppel, Weilheim 1991, ISBN 978-3-92401-245-8.
- Neuland. Gewagte Schritte im Alpinismus J. Berg, München 1991, ISBN 978-3-76341-008-8.
- Bergführergeschichten Band 2 Oberstdorfer Alpenverlag, Oberstdorf 1991.
- Bergführergeschichten Band 1 Oberstdorfer Alpenverlag, Oberstdorf 1990.

### Auszeichnungen
- Premio ARGEALP beim Filmfestival Trient für den Film Adolf Vallazza – Kunst aus altem Holz, 1990
- Literaturpreis des Deutschen Alpenvereins für Sternstunden des Alpinismus", 1991
- Preis der Presse beim Filmfestival Trient für den Film Die Berge, die Menschen, der Wahn, 1998